# نینگا-موسی

نینگا-موسی شهری در شهرستان کونگوسی در استان بام در بورکینافاسوی شمالی است و جمعیت آن ۵۶۲ نفر است.